# Мощенка (Черниговская область)
Моще́нка (укр. Мощенка) — село,
Мощенский сельский совет,
Городнянский район,
Черниговская область,
Украина.
Код КОАТУУ — 7421486801. Население по переписи 2001 года составляло 518 человек.
Является административным центром Мощенского сельского совета, в который, кроме того, входят сёла
Гасичевка и
Сутоки.

## Географическое положение
Село Мощенка находится на правом берегу реки Тетева, в которую через 1,5 км впадает река Верпч,
ниже по течению на расстоянии в 1 км расположено село Гасичевка.
По селу протекает ручей Двига с запрудой.

## История
- 1552 год — дата основания села.

## Экономика
- «Мощенский», сельскохозяйственный производственный кооператив.

## Объекты социальной сферы
- Школа.
- Детский сад.
- Дом культуры.
- Больница.

## Достопримечательности
- Братская могила советских воинов.
- Покрово-Вознесенская церковь

## Археология
- Вблизи села Мощенка в урочище Горщина найдены украшения периода раннего железа (VIII—VII веков до н. э.) и обнаружены 2 городища милоградской и юхновской культур[2], а в урочище Лысая Гора — древнерусские городище и курганы (IX—XIII вв.).